# Mohamed Sherif (cầu thủ bóng đá, sinh 1994)
Mohamed Sherif là một cầu thủ bóng đá người Ai Cập thi đấu cho Ismaily SC ở Egyptian League. Anh thi đấu ở vị trí tiền vệ. Năm 2013 Rabie Yassin, huấn luyện viên của đội tuyển U-20 Ai Cập, triệu tập anh tham dự Giải vô địch bóng đá trẻ châu Phi 2013 ở Algérie.